# James G. Martin
Pour les articles homonymes, voir James Martin (homonymie) et Martin.
James Grubbs Martin, né le 11 décembre 1935 à Savannah (Géorgie), est un homme politique américain membre du Parti républicain. Gouverneur de Caroline du Nord entre 1985 et 1993, il fut auparavant membre de la Chambre des représentants des États-Unis pour le 4e district de l'État, de 1973 à 1985.